# I Can Fly
«I Can Fly» — песня американской певицы Ланы Дель Рей, написанная для фильма «Большие глаза». Авторами песни являются Дель Рей и Рик Ноуэлс, который также является продюсером песни. Песню держали в секрете, пока фильм не показали инсайдерам и критикам в ноябре 2014 года. Утечка песни случилась 3 декабря 2014 года с официального сайта компании «The Weinstein Company» наряду с песней «Big Eyes».

## История создания
Песня была написана в 2014 году Риком Ноуэлсом и Ланой Дель Рей для фильма Тима Бёртона «Большие глаза». Генезис этой песни начался через другой вклад Ланы Дель Рей к звуковому сопровождению фильма — «Big Eyes», которая была написана, чтобы играть в титрах фильма. Тем не менее, эта песня была признана слишком грустной, чтобы закончить фильм и продюсеры заметили, что она прекрасно вписывается в течение двух диалогов свободных сцен, которые изначально содержали музыку композитора фильма Дэнни Эльфманом. Когда было принято решение заменить песню «Big Eyes» в титрах фильма, Дель Рей и Рик Ноуэлс написали новую песню, которая впоследствии получила название «I Can Fly». Официальный релиз песни состоялся вместе с песней «Big Eyes» 19 декабря 2014 года на Vevo YouTube.